# Sant Andreu de Vallestàvia (església nova)
Sant Andreu de Vallestàvia és l'actual església parroquial, moderna sobre basaments romànics, del poble de Vallestàvia, a la comarca del Conflent, de la Catalunya del Nord.
És al capdamunt de l'actual nucli urbà de Vallestàvia. El seu campanar, i altres elements constructius, provenen del Castell de Vallestàvia. La primera església es construí a la darreria de l'edat mitjana.
És d'una sola nau amb capelles laterals i capçalera poligonal; les voltes són de creueria, de tradició gòtica. La construcció sembla haver estat feta entre els darrers temps de l'edat mitjana i el 1762, any que consta a la llinda de la porta. A l'interior, a penes es reconeix res de l'obra medieval, que correspondria al castell, però a l'exterior són evidents en diferents llocs.
L'església conserva alguns retaules dels segles xvii i xviii.